# Leichtathletik-Europameisterschaften 1982
| 13. Leichtathletik-Europameisterschaften | 13. Leichtathletik-Europameisterschaften |
| ---------------------------------------- | ---------------------------------------- |
|                                          |                                          |
| Stadt                                    | Athen, Griechenland                      |
| Stadion                                  | Olympiastadion Athen                     |
| Wettbewerbe                              | 41                                       |
| Weltrekorde                              | 4                                        |
| Weitere Europarekorde                    | 1                                        |
| Eröffnung                                | 6. September 1982                        |
| Schlussfeier                             | 12. September 1982                       |
| Chronik                                  |                                          |
| ← Prag 1978                              | Stuttgart 1986 →                         |

| Medaillenspiegel (Endstand nach 41 Entscheidungen) | Medaillenspiegel (Endstand nach 41 Entscheidungen) | Medaillenspiegel (Endstand nach 41 Entscheidungen) | Medaillenspiegel (Endstand nach 41 Entscheidungen) | Medaillenspiegel (Endstand nach 41 Entscheidungen) | Medaillenspiegel (Endstand nach 41 Entscheidungen) |
| Platz                                              | Land                                               | Gold                                               | Silber                                             | Bronze                                             | Gesamt                                             |
| -------------------------------------------------- | -------------------------------------------------- | -------------------------------------------------- | -------------------------------------------------- | -------------------------------------------------- | -------------------------------------------------- |
| 1                                                  | DDR                                                | 13                                                 | 8                                                  | 7                                                  | 28                                                 |
| 2                                                  | BR Deutschland                                     | 8                                                  | 1                                                  | 4                                                  | 13                                                 |
| 3                                                  | UdSSR                                              | 6                                                  | 12                                                 | 8                                                  | 26                                                 |
| 4                                                  | Großbritannien                                     | 3                                                  | 5                                                  | 1                                                  | 9                                                  |
| 5                                                  | Tschechoslowakei                                   | 1                                                  | 4                                                  | 4                                                  | 9                                                  |
| 6                                                  | Italien                                            | 1                                                  | 2                                                  | 2                                                  | 5                                                  |
| 6                                                  | Spanien                                            | 1                                                  | 2                                                  | 2                                                  | 5                                                  |
| 8                                                  | Polen                                              | 1                                                  | 2                                                  | 1                                                  | 4                                                  |
| 8                                                  | Bulgarien                                          | 1                                                  | 2                                                  | 1                                                  | 4                                                  |
| 10                                                 | Rumänien                                           | 1                                                  | 2                                                  | –                                                  | 3                                                  |
| Vollständiger Medaillenspiegel                     |                                                    |                                                    |                                                    |                                                    |                                                    |

Die 13. Leichtathletik-Europameisterschaften fanden vom 6. bis zum 12. September 1982 in Athen statt, zum zweiten Mal nach 1969. Mit Ausnahme der Marathonläufe und der Gehwettbewerbe wurden die Wettkämpfe im neu errichteten Olympiastadion ausgetragen, das jedoch erst 22 Jahre später bei den Olympischen Spielen 2004 seinem Namen gerecht werden sollte.

## Wettbewerbe

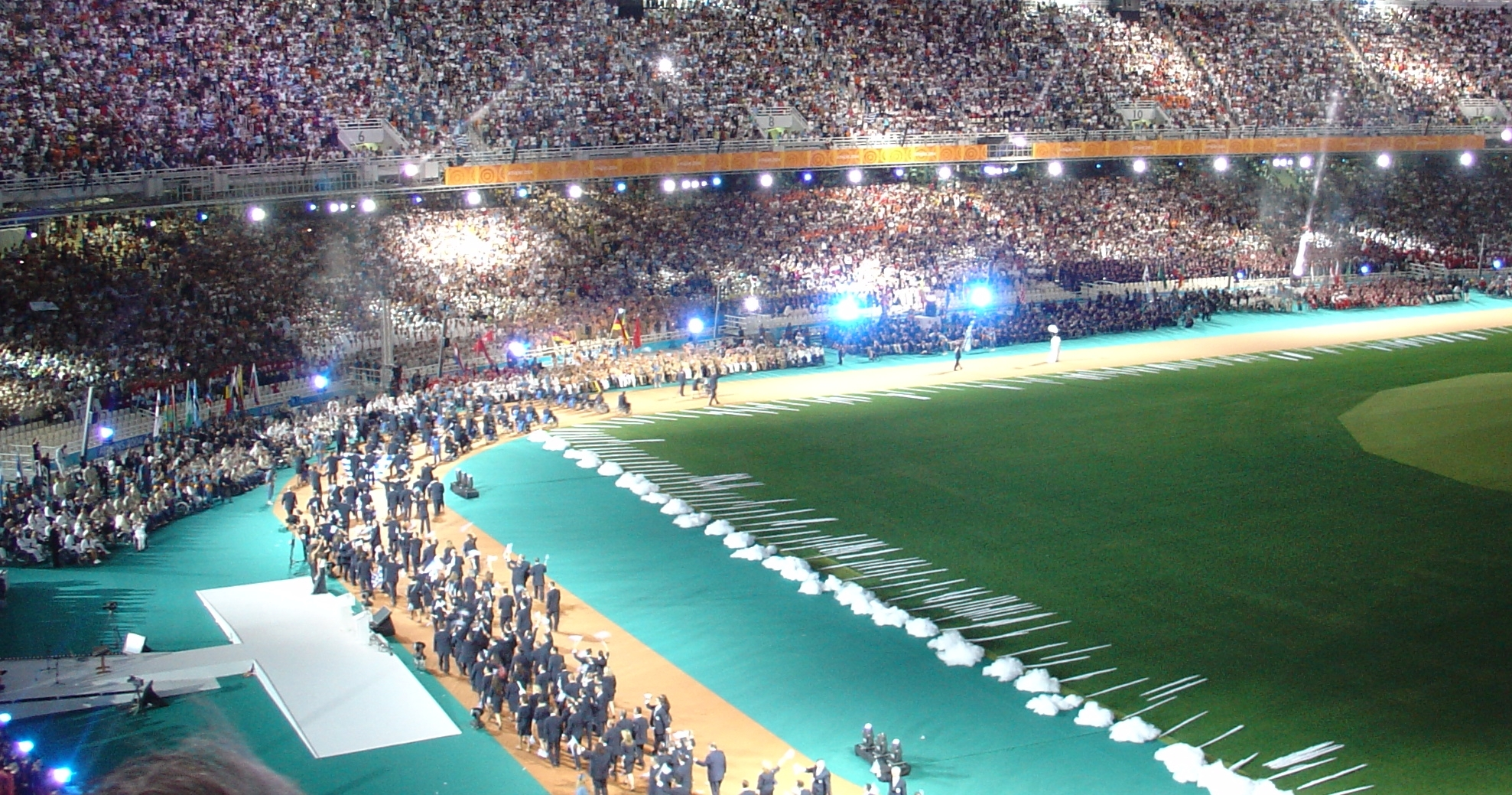
Das Athener Olympiastadion bei der Eröffnung der Paralympics 2004

Zwei Änderungen gab es im Wettbewerbsangebot der Frauen. Erstmals wurde der Marathonlauf ausgetragen und anstelle des Fünfkampfs kam der Siebenkampf ins Programm. So wurde das Programm der Frauen immer weiter aufgestockt, doch es fehlten immer noch eine Reihe von Disziplinen im Vergleich zum Standard bei den Männern. Im Laufe der kommenden Jahre fand sukzessive eine Angleichung an das Männerprogramm statt, bis es schließlich bei den Europameisterschaften 2018 erreicht wurde.

## Sportliche Leistungen
Erfolgreichste Nation war mit dreizehn EM-Titeln die DDR. Dahinter platzierte sich das hier erstaunlich starke Team der Bundesrepublik Deutschland mit acht Titeln noch vor der Sowjetunion – sechs Goldmedaillen. Die UdSSR hatte allerdings kurz vor Beginn der Europameisterschaften 26 angemeldete Teilnehmer zurückgezogen. Dabei spielte das Thema Doping eine erhebliche Rolle.
- In vier Disziplinen wurden vier neue Weltrekorde aufgestellt:
  - Zehnkampf, Männer: Daley Thompson (Großbritannien) – 8744 Punkte
  - 400-Meter-Lauf, Frauen: Marita Koch (DDR) – 48,16 s
  - 4-mal-400-Meter-Staffel, Frauen: DDR (Kirsten Siemon, Sabine Busch, Dagmar Rübsam, Marita Koch) – 3:19,05 min
  - Hochsprung, Frauen: Ulrike Nasse-Meyfarth (BR Deutschland) – 2,02 m
- Außerdem gab es in einer Disziplin einen neuen Europarekord:
  - 400-Meter-Hürdenlauf, Männer: Harald Schmid (BR Deutschland) – 47,48 s
- Fünf Athleten errangen je zwei Goldmedaillen bei diesen Meisterschaften:
  - Hartmut Weber (BR Deutschland) – 400 Meter, 4 × 400 m Staffel
  - Harald Schmid (BR Deutschland) – 400 Meter Hürden, 4 × 400 m Staffel
  - Marlies Göhr (DDR) – 100 Meter, 4 × 100 m Staffel
  - Bärbel Wöckel (DDR) – 200 Meter, 4 × 100 m Staffel
  - Marita Koch (DDR) – 400 Meter, 4 × 400 m Staffel
- Darüber hinaus wurden in neunzehn Disziplinen 24 neue oder egalisierte Meisterschaftsrekorde registriert.
- In weiteren vier Disziplinen wurden vier Landesrekorde neu aufgestellt oder egalisiert. Dabei handelte es sich ausnahmslos um bundesdeutsche Rekorde.
- Acht der Europameister von 1982 hatten bereits vorher EM-Titel gewonnen:
  - Marita Koch (DDR) – 400 Meter, Wiederholung ihres Erfolgs von 1978, darüber hinaus auch zweiter Sieg in Folge mit der 4 × 400-m-Staffel der DDR, damit war sie nun vierfache Europameisterin
  - Harald Schmid, BR Deutschland – 400 Meter Hürden und 4 × 400 m Staffel, jeweils Wiederholung seines Erfolgs von 1978, damit jetzt vierfacher Europameister
  - Thomas Munkelt (DDR) – 110 Meter Hürden, Wiederholung seines Erfolgs von 1978, damit jetzt zweifacher Europameister
  - Udo Beyer (DDR) – Kugelstoßen, Wiederholung seines Erfolgs von 1978, jetzt zweifacher Europameister
  - Jurij Sjedych (Sowjetunion) – Hammerwurf, Wiederholung seines Erfolgs von 1978, jetzt zweifacher Europameister
  - Marlies Göhr (DDR) – 100 Meter, Wiederholung ihres Erfolgs von 1978, jetzt zweifache Europameisterin
  - Swetlana Ulmassowa (Sowjetunion) – 3000 Meter, Wiederholung ihres Erfolgs von 1978, jetzt zweifache Europameisterin
  - Ilona Slupianek (DDR) – Kugelstoßen, Wiederholung ihres Erfolgs von 1978, jetzt zweifache Europameisterin

## Legende
Kurze Übersicht zur Bedeutung der Symbolik – so üblicherweise auch in sonstigen Veröffentlichungen verwendet:
| WR    | Weltrekord                                                   |
| ER    | Europarekord                                                 |
| CR    | Championshiprekord                                           |
| BR    | Bundesdeutscher Rekord                                       |
| NR    | Nationaler Rekord                                            |
| NU23R | Nationaler U23-Rekord                                        |
| e     | egalisiert                                                   |
| w     | Rückenwindunterstützung über dem erlaubten Limit von 2,0 m/s |
| DNF   | Wettkampf nicht beendet (did not finish)                     |

## Resultate Männer

### 100 m

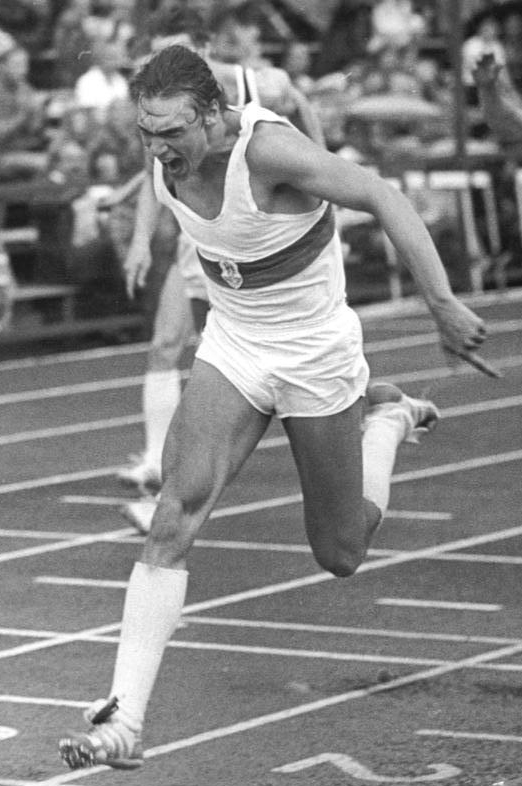
Frank Emmelmann – Gold über 100 und Bronze über 200 Meter

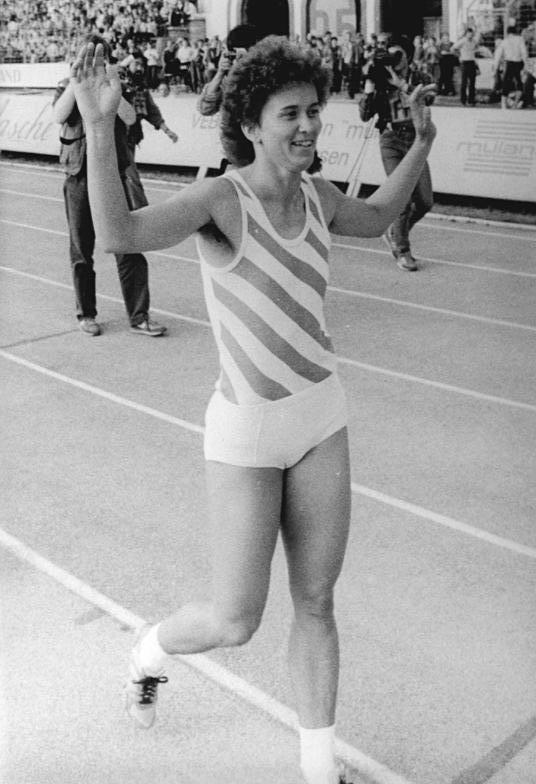
Marlies Göhr siegte mit neuem EM-Rekord

| Platz | Athlet               | Land | Zeit (s)    |
| ----- | -------------------- | ---- | ----------- |
| 1     | Frank Emmelmann      | GDR  | 10,21000000 |
| 2     | Pierfrancesco Pavoni | ITA  | 10,25 NU23R |
| 3     | Marian Woronin       | POL  | 10,28000000 |
| 4     | Cameron Sharp        | GBR  | 10,28000000 |
| 5     | Nikolai Sidorow      | URS  | 10,32000000 |
| 6     | Olaf Prenzler        | GDR  | 10,35000000 |
| 7     | Bernard Petitbois    | FRA  | 10,50000000 |
| 8     | Kosmas Stratos       | GRE  | 12,56000000 |

Finale: 7. September
Wind: −0,8 m/s

### 200 m

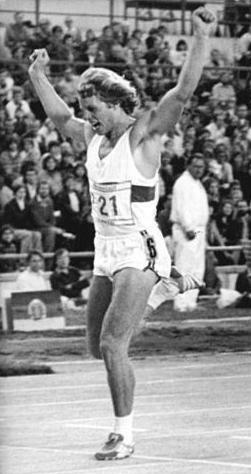
Europameister Olaf Prenzler – zwei Tage zuvor Sechster über 100 Meter

| Platz | Athlet            | Land | Zeit (s) |
| ----- | ----------------- | ---- | -------- |
| 1     | Olaf Prenzler     | GDR  | 20,46    |
| 2     | Cameron Sharp     | GBR  | 20,47    |
| 3     | Frank Emmelmann   | GDR  | 20,60    |
| 4     | Erwin Skamrahl    | FRG  | 20,61    |
| 5     | István Nagy       | HUN  | 20,62    |
| 6     | Patrick Barré     | FRA  | 20,75    |
| 7     | Wladimir Murawjow | URS  | 20,76    |
| 8     | Sergej Sokolow    | URS  | 20,81    |

Finale: 9. September
Wind: −0,6 m/s

### 400 m

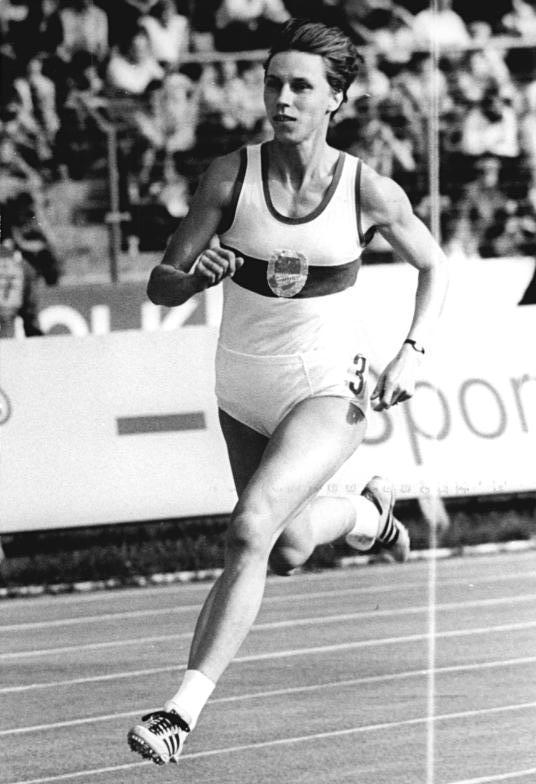
Mit neuem Weltrekord besiegte Marita Koch alle ihre Rivalinnen

| Platz | Athlet                  | Land | Zeit (s)    |
| ----- | ----------------------- | ---- | ----------- |
| 1     | Hartmut Weber           | FRG  | 44,72 CR000 |
| 2     | Andreas Knebel          | GDR  | 45,29000000 |
| 3     | Wiktor Markin           | URS  | 45,30000000 |
| 4     | Philip Brown            | GBR  | 45,45000000 |
| 5     | Alexander Troschtschilo | URS  | 45,67 NU23R |
| 6     | Pawel Konowalow         | URS  | 45,84000000 |
| 7     | Željko Knapić           | YUG  | 46,20000000 |
| 8     | Thomas Giessing         | FRG  | 48,70000000 |

Finale: 9. September

### 800 m
| Platz | Athlet             | Land | Zeit (min) |
| ----- | ------------------ | ---- | ---------- |
| 1     | Hans-Peter Ferner  | FRG  | 1:46,33    |
| 2     | Sebastian Coe      | GBR  | 1:46,68    |
| 3     | Jorma Härkönen     | FIN  | 1:46,90    |
| 4     | Garry Cook         | GBR  | 1:46,94    |
| 5     | Rob Druppers       | NED  | 1:47,06    |
| 6     | Detlef Wagenknecht | GDR  | 1:47,06    |
| 7     | Olaf Beyer         | GDR  | 1:47,36    |
| 8     | Willi Wülbeck      | FRG  | 1:48,90    |

Finale: 8. September

### 1500 m
| Platz | Athlet                | Land | Zeit (min) |
| ----- | --------------------- | ---- | ---------- |
| 1     | Steve Cram            | GBR  | 3:36,49    |
| 2     | Mikalaj Kirau         | URS  | 3:36,99    |
| 3     | José Manuel Abascal   | ESP  | 3:37,04    |
| 4     | Robert Nemeth         | AUT  | 3:37,81    |
| 5     | Witalij Tyschtschenko | URS  | 3:38,15    |
| 6     | Uwe Becker            | FRG  | 3:38,17    |
| 7     | Pierre Délèze         | SUI  | 3:39,64    |
| 8     | Ray Flynn             | IRL  | 3:40,44    |

Finale: 11. September

### 5000 m

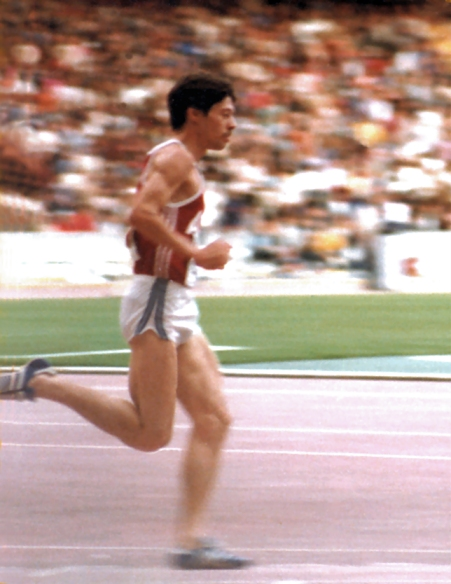
Thomas Wessinghage krönte ein erfolgreiches Jahr mit dem EM-Titel

| Platz | Athlet             | Land | Zeit (min) |
| ----- | ------------------ | ---- | ---------- |
| 1     | Thomas Wessinghage | FRG  | 13:28,90   |
| 2     | Werner Schildhauer | GDR  | 13:30,03   |
| 3     | David Moorcroft    | GBR  | 13:30,42   |
| 4     | Ewgeni Ignatow     | BUL  | 13:30,95   |
| 5     | Dietmar Millonig   | AUT  | 13:31,03   |
| 6     | Waleri Abramow     | URS  | 13:31,26   |
| 7     | Tim Hutchings      | GBR  | 13:31,86   |
| 8     | Martti Vainio      | FIN  | 13:33,69   |

Finale: 11. September

### 10.000 m
| Platz | Athlet             | Land | Zeit (min) |
| ----- | ------------------ | ---- | ---------- |
| 1     | Alberto Cova       | ITA  | 27:41,03   |
| 2     | Werner Schildhauer | GDR  | 27:41,21   |
| 3     | Martti Vainio      | FIN  | 27:42,51   |
| 4     | Carlos Lopes       | POR  | 27:47,95   |
| 5     | Julian Goater      | GBR  | 28:10,98   |
| 6     | Salvatore Antibo   | ITA  | 28:21,07   |
| 7     | Steve Jones        | GBR  | 28:22,94   |
| 8     | Charlie Spedding   | GBR  | 28:25,91   |

Datum: 6. September

### Marathon

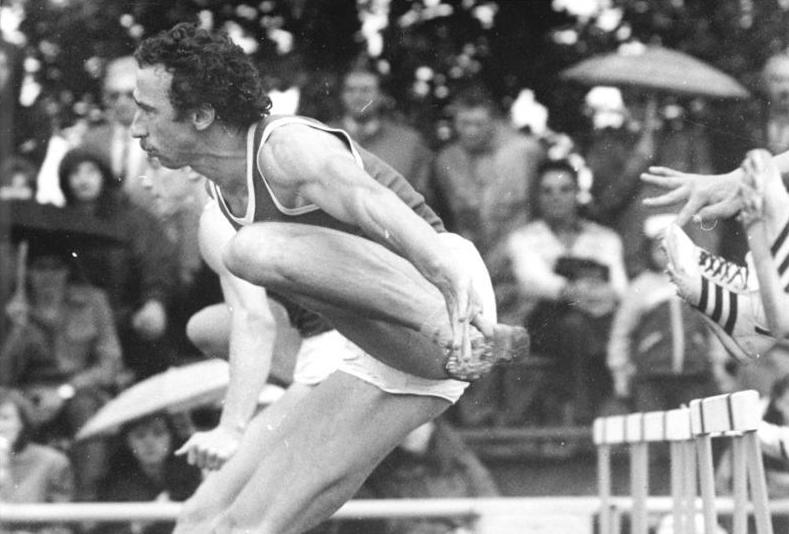
Drei Hundertstelsekunden entschieden zugunsten von Thomas Munkelt

| Platz | Athlet              | Land | Zeit (h) |
| ----- | ------------------- | ---- | -------- |
| 1     | Gerard Nijboer      | NED  | 2:15:16  |
| 2     | Armand Parmentier   | BEL  | 2:15:51  |
| 3     | Karel Lismont       | BEL  | 2:16:04  |
| 4     | Pertti Tiainen      | FIN  | 2:16:27  |
| 5     | Jukka Toivola       | FIN  | 2:17:31  |
| 6     | Waldemar Cierpinski | GDR  | 2:17:50  |
| 7     | Ryszard Marczak     | POL  | 2:17:53  |
| 8     | Ciampaolo Messina   | ITA  | 2:18:20  |

Datum: 12. September

### 110 m Hürden
| Platz | Athlet              | Land | Zeit (s) |
| ----- | ------------------- | ---- | -------- |
| 1     | Thomas Munkelt      | GDR  | 13,41    |
| 2     | Andrei Prokofjew    | URS  | 13,44    |
| 3     | Arto Bryggare       | FIN  | 13,60    |
| 4     | Wilbert Greaves     | GBR  | 13,67    |
| 5     | Alexander Putschkow | URS  | 13,79    |
| 6     | Romuald Giegiel     | POL  | 13,82    |
| 7     | Karl-Werner Dönges  | FRG  | 13,83    |
| 8     | Holger Pohland      | GDR  | 13,89    |

Finale: 11. September
Wind: −0,9 m/s

### 400 m Hürden

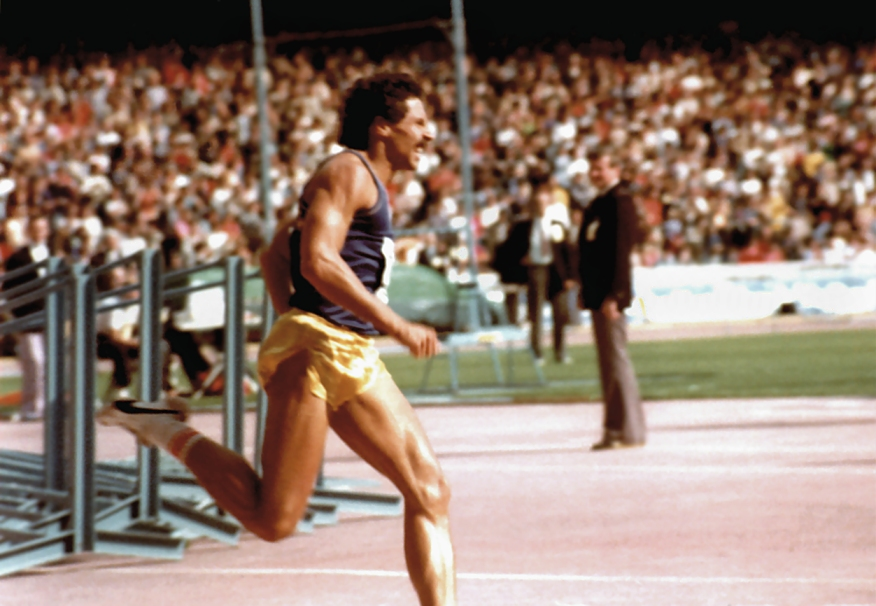
Harald Schmid dominierte dieses Rennen vom ersten Schritt an

| Platz | Athlet               | Land | Zeit (s) |
| ----- | -------------------- | ---- | -------- |
| 1     | Harald Schmid        | FRG  | 47,48 ER |
| 2     | Alexander Jazewitsch | URS  | 48,60000 |
| 3     | Uwe Ackermann        | GDR  | 48,64000 |
| 4     | Wassyl Archypenko    | URS  | 48,68000 |
| 5     | Ryszard Szparak      | POL  | 49,41000 |
| 6     | Alexander Charlow    | URS  | 49,56000 |
| 7     | Sven Nylander        | SWE  | 49,64000 |
| 8     | Toma Tomow           | BUL  | 50,10000 |

Finale: 8. September

### 3000 m Hindernis
| Platz | Athlet              | Land | Zeit (min) |
| ----- | ------------------- | ---- | ---------- |
| 1     | Patriz Ilg          | FRG  | 8:18,52    |
| 2     | Bogusław Mamiński   | POL  | 8:19,22    |
| 3     | Domingo Ramón       | ESP  | 8:20,48    |
| 4     | Hagen Melzer        | GDR  | 8:21,33    |
| 5     | Wolfgang Konrad     | AUT  | 8:21,95    |
| 6     | Ilkka Äyräväinen    | FIN  | 8:24,19    |
| 7     | Mariano Scartezzini | ITA  | 8:24,68    |
| 8     | Tommy Ekblom        | FIN  | 8:27,15    |

Finale: 10. September

### 4 × 100 m Staffel
| Platz | Land           | Athleten                                                                 | Zeit (s) |
| ----- | -------------- | ------------------------------------------------------------------------ | -------- |
| 1     | UdSSR          | Sergei Sokolow Alexander Aksinin Andrei Prokofjew Nikolai Sidorow        | 38,60000 |
| 2     | DDR            | Detlef Kübeck Olaf Prenzler Thomas Munkelt Frank Emmelmann               | 38,71000 |
| 3     | BR Deutschland | Christian Zirkelbach Christian Haas Peter Klein Erwin Skamrahl           | 38,71 BR |
| 4     | Italien        | Pierfrancesco Pavoni Giovanni Bongiorni Luciano Caravani Carlo Simionato | 38,96000 |
| 5     | Polen          | Arkadiusz Janiak Zenon Licznerski Krzysztof Zwoliński Marian Woronin     | 39,00000 |
| 6     | Ungarn         | István Tatár István Nagy László Babály senior Attila Kovács              | 39,01000 |
| 7     | Frankreich     | Antoine Richard Patrick Barré Bernard Petitbois Herman Lomba             | 39,22000 |
| 8     | Bulgarien      | Iwajlo Karanjotow Nikolai Markow Petar Petrow Iwan Tuparow               | 39,39000 |

Finale: 11. September

### 4 × 400 m Staffel
| Platz | Land             | Athleten | Zeit (min) |
| ----- | ---------------- | --- | ---------- |
| 1     | BR Deutschland   | Erwin Skamrahl Harald Schmid Thomas Giessing (Finale) Hartmut Weber im Vorlauf außerdem: Edgar Nakladal               | 3:00,51 CR |
| 2     | Großbritannien   | David Jenkins Garry Cook Todd Bennett Philip Brown                                                                    | 3:00,67000 |
| 3     | UdSSR            | Alexander Troschtschilo Pawel Roschtschin Pawel Konowalow Wiktor Markin (Finale) im Vorlauf außerdem: Wladimir Pronin | 3:00,79000 |
| 4     | Polen            | Ryszard Wichrowski Ryszard Szparak Andrzej Stepien Ryszard Podlas                                                     | 3:02,77000 |
| 5     | Tschechoslowakei | Miroslav Záhořák František Břečka Dusan Malovec Stanislav Sajdok                                                      | 3:02,82000 |
| 6     | Italien          | Pietro Mennea Roberto Tozzi Roberto Ribaud Mauro Zuliani                                                              | 3:03,21000 |
| 7     | Frankreich       | Paul Bourdin Aldo Canti Didier Dubois Pascal Barré                                                                    | 3:04,73000 |
| 8     | Schweden         | Sven Nylander Eric Josjö Per-Ola Olsson Staffan Blomstrand                                                            | 3:06,91000 |

Finale: 11. September

### 20 km Gehen
| Platz | Athlet               | Land | Zeit (h) |
| ----- | -------------------- | ---- | -------- |
| 1     | José Marín           | ESP  | 1:23:43  |
| 2     | Jozef Pribilinec     | TCH  | 1:25:55  |
| 3     | Pavol Blažek         | TCH  | 1:26:13  |
| 4     | Gérard Lelièvre      | FRA  | 1:26:30  |
| 5     | Alessandro Pezzatini | ITA  | 1:26:39  |
| 6     | Carlo Matioli        | ITA  | 1:26:56  |
| 7     | Nikolai Matwejew     | URS  | 1:27:57  |
| 8     | Reima Salonen        | FIN  | 1:28:04  |

Datum: 7. September

### 50 km Gehen
| Platz | Athlet             | Land | Zeit (h) |
| ----- | ------------------ | ---- | -------- |
| 1     | Reima Salonen      | FIN  | 3:55:29  |
| 2     | José Marín         | ESP  | 3:59:18  |
| 3     | Bo Gustafsson      | SWE  | 4:01:21  |
| 4     | Hartwig Gauder     | GDR  | 4:04:51  |
| 5     | Boguslaw Duda      | POL  | 4:07:20  |
| 6     | Jorge Llopart      | ESP  | 4:08:28  |
| 7     | Valeri Suntsow     | URS  | 4:12:51  |
| 8     | Stig-Olaf Elofsson | SWE  | 4:22:44  |

Datum: 10. September

### Hochsprung
| Platz | Athlet             | Land | Höhe (m) |
| ----- | ------------------ | ---- | -------- |
| 1     | Dietmar Mögenburg  | FRG  | 2,30 CRe |
| 2     | Janusz Trzepizur   | POL  | 2,270000 |
| 3     | Gerd Nagel         | FRG  | 2,240000 |
| 4     | André Schneider    | FRG  | 2,240000 |
| 5     | Waleri Sereda      | URS  | 2,210000 |
| 6     | Wladimir Granenkow | URS  | 2,210000 |
| 7     | Roland Dalhäuser   | SUI  | 2,210000 |
| 8     | Franck Bonnet      | FRA  | 2,180000 |

Finale: 11. September

### Stabhochsprung
| Platz | Athlet                 | Land | Höhe (m) |
| ----- | ---------------------- | ---- | -------- |
| 1     | Alexander Krupski      | URS  | 5,60 CR  |
| 2     | Wladimir Poljakow      | URS  | 5,60 CR  |
| 3     | Atanas Tarew           | BUL  | 5,60 CR  |
| 4     | Miro Zalar             | SWE  | 5,55000  |
| 5     | Alexander Tschernjajew | URS  | 5,50000  |
| 5     | Thierry Vigneron       | FRA  | 5,50000  |
| 7     | František Jansa        | TCH  | 5,50000  |
| 7     | Günther Lohre          | FRG  | 5,50000  |

Finale: 9. September

### Weitsprung

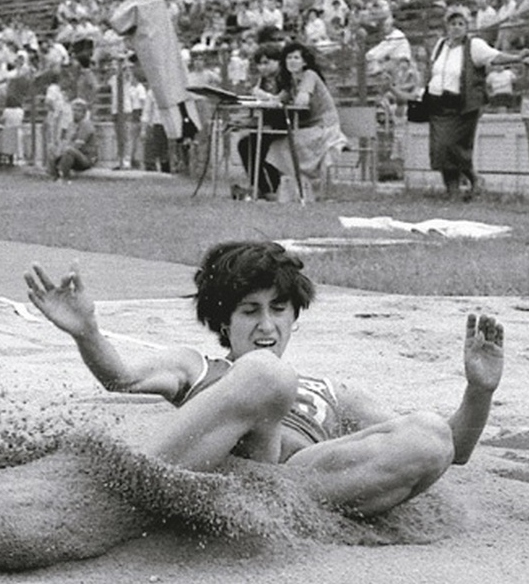
Vali Ionescu setzte sich in einem engen Duell gegen ihre Konkurrentinnen durch

| Platz | Athlet               | Land | Weite (m) |
| ----- | -------------------- | ---- | --------- |
| 1     | Lutz Dombrowski      | GDR  | 8,41 w    |
| 2     | Antonio Corgos       | ESP  | 8,1900    |
| 3     | Jan Leitner          | TCH  | 8,0800    |
| 4     | Zdenek Mazur         | TCH  | 8,0800    |
| 5     | Nenad Stekić         | YUG  | 7,9300    |
| 6     | Giovanni Evangelisti | ITA  | 7,8900    |
| 7     | Atanas Tschotschew   | BUL  | 7,89 w    |
| 8     | Atanas Atanassow     | BUL  | 7,8200    |

Finale: 9. September

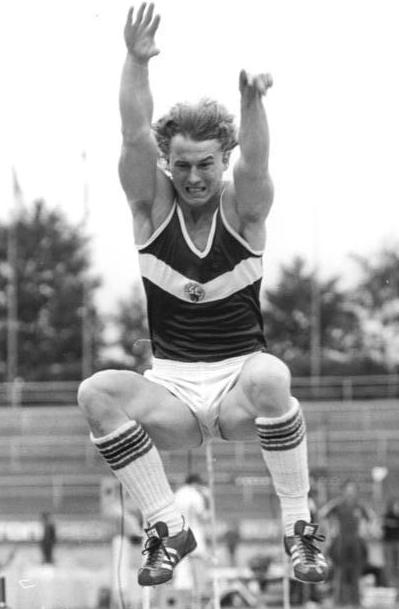
Lutz Dombrowski – klarer Weitsprungsieger

In der Qualifikation am 8. September stellte Europameister Lutz Dombrowski einen neuen Meisterschaftsrekord auf. Bei seinem Siegessprung auf 8,41 m im Finale wurde er durch einen für Rekord- und Bestenlisten unzulässigen Rückenwind von 2,9 m/s unterstützt.

### Dreisprung
| Platz | Athlet                  | Land | Weite (m) |
| ----- | ----------------------- | ---- | --------- |
| 1     | Keith Connor            | GBR  | 17,29     |
| 2     | Wassili Grischtschenkow | URS  | 17,15     |
| 3     | Béla Bakosi             | HUN  | 17,04     |
| 4     | Gennadi Waljukewitsch   | URS  | 16,95     |
| 5     | Alexander Beskrownij    | URS  | 16,81     |
| 6     | Bedros Bedrosian        | ROM  | 16,46     |
| 7     | Markku Rokala           | FIN  | 16,32     |
| 8     | Roberto Mazzucato       | ITA  | 16,13     |

Finale: 10. September

### Kugelstoßen

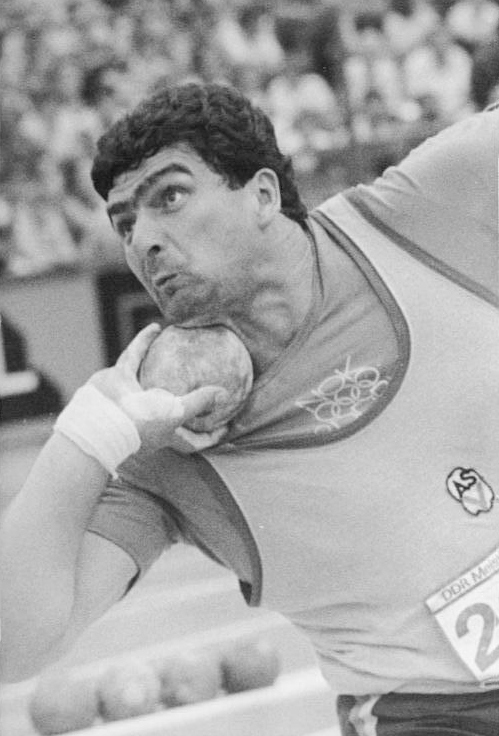
Udo Beyer stieß als einziger Athlet weiter als 21 Meter

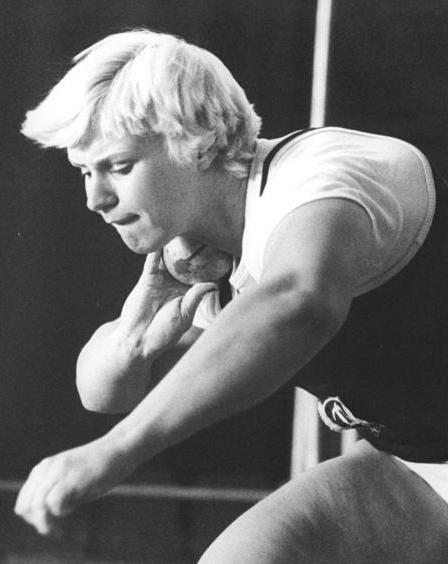
Favoritensieg im Kugelstoßen für Ilona Slupianek

| Platz | Athlet             | Land | Weite (m) |
| ----- | ------------------ | ---- | --------- |
| 1     | Udo Beyer          | GDR  | 21,50 CR  |
| 2     | Jānis Bojārs       | URS  | 20,81000  |
| 3     | Remigius Machura   | TCH  | 20,59000  |
| 4     | Vladimir Milić     | YUG  | 20,52000  |
| 5     | Matthias Schmidt   | GDR  | 20,51000  |
| 6     | Peter Block        | GDR  | 20,49000  |
| 7     | Wladimir Kisseljow | URS  | 20,40000  |
| 8     | Sergej Gawrjuschin | URS  | 20,15000  |

Finale: 9. September

### Diskuswurf
| Platz | Athlet                | Land | Weite (m) |
| ----- | --------------------- | ---- | --------- |
| 1     | Imrich Bugár          | TCH  | 66,64     |
| 2     | Ihor Duhinez          | URS  | 65,60     |
| 3     | Wolfgang Warnemünde   | GDR  | 64,20     |
| 4     | Armin Lemme           | GDR  | 63,94     |
| 5     | Georgi Kolnootschenko | URS  | 63,82     |
| 6     | Géjza Valent          | TCH  | 61,98     |
| 7     | Ion Zamfirache        | ROM  | 61,66     |
| 8     | Iosif Naghi           | ROM  | 60,56     |

Finale: 11. September

### Hammerwurf
| Platz | Athlet             | Land | Weite (m) |
| ----- | ------------------ | ---- | --------- |
| 1     | Jurij Sjedych      | URS  | 81,66 CR  |
| 2     | Igor Nikulin       | URS  | 79,44000  |
| 3     | Sergei Litwinow    | URS  | 78,66000  |
| 4     | Ireneusz Golda     | POL  | 76,58000  |
| 5     | Harri Huhtala      | FIN  | 76,12000  |
| 6     | Detlef Gerstenberg | GDR  | 75,32000  |
| 7     | Roland Steuk       | GDR  | 74,76000  |
| 8     | Klaus Ploghaus     | FRG  | 74,52000  |

Finale: 10. September

### Speerwurf

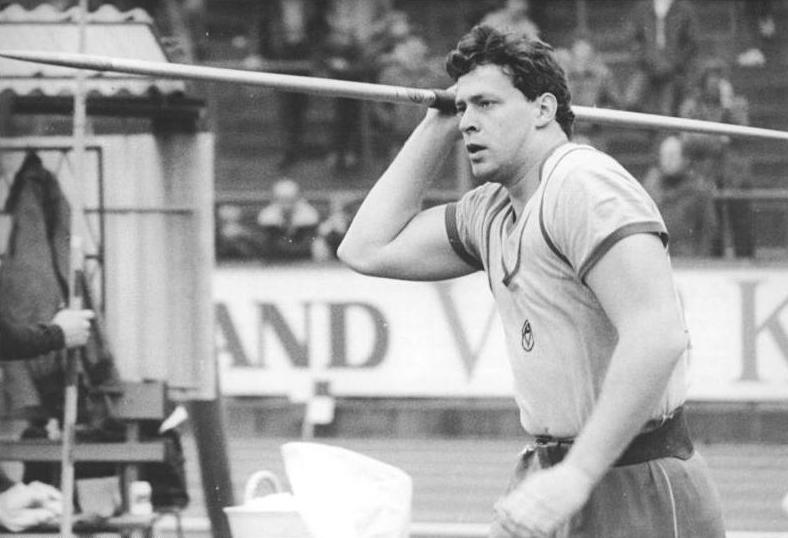
Uwe Hohn – Europameister in einem hochklassigen Wettbewerb

| Platz | Athlet            | Land | Weite (m) |
| ----- | ----------------- | ---- | --------- |
| 1     | Uwe Hohn          | GDR  | 91,34     |
| 2     | Heino Puuste      | URS  | 89,56     |
| 3     | Detlef Michel     | GDR  | 89,32     |
| 4     | Dainis Kūla       | URS  | 87,84     |
| 5     | Arto Härkönen     | FIN  | 86,76     |
| 6     | Alexander Makarow | URS  | 86,08     |
| 7     | Antero Toivonen   | FIN  | 84,34     |
| 8     | Agostino Ghesini  | ITA  | 81,10     |

Finale: 7. September

### Zehnkampf
| Platz | Athlet            | Land | Punkte offiz. Wert. | Punkte 85er Wert. |
| 1     | Daley Thompson    | GBR  | 8774 WR             | 8743              |
| 2     | Jürgen Hingsen    | FRG  | 8530000             | 8517              |
| 3     | Siegfried Stark   | GDR  | 8472000             | 8433              |
| 4     | Steffen Grummt    | GDR  | 8214000             | 8217              |
| 5     | Georg Werthner    | AUT  | 8165000             | 8171              |
| 6     | Grigori Degtjarow | URS  | 8134000             | 8160              |
| 7     | Valeriu Caceanov  | URS  | 8073000             | 8116              |
| 8     | Christian Gugler  | SUI  | 8046000             | 8035              |

Datum: 7./8. September
Gewertet wurde nach der Punktetabelle von 1964.
Zur Orientierung und Einordnung der Leistungen sind zum Vergleich die nach heutigem Wertungssystem von 1985 erreichten Punktzahlen mitaufgeführt. Danach hätte es bei diesen Europameisterschaften keine Verschiebungen gegeben. Diese Vergleiche sind nur allerdings Anhaltswerte, denn als Grundlage müssen die jeweils unterschiedlichen Maßstäbe der Zeit gelten. Bei den nachfolgenden Europameisterschaften kam dann die heute gültige Wertung zur Anwendung.

## Resultate Frauen

### 100 m
| Platz | Athletin            | Land | Zeit (s) |
| ----- | ------------------- | ---- | -------- |
| 1     | Marlies Göhr        | GDR  | 11,01 CR |
| 2     | Bärbel Wöckel       | GDR  | 11,20000 |
| 3     | Rose-Aimée Bacoul   | FRA  | 11,29000 |
| 4     | Anelija Nunewa      | BUL  | 11,30000 |
| 5     | Gesine Walther      | GDR  | 11,38000 |
| 6     | Laurence Bily       | FRA  | 11,47000 |
| 7     | Nadeschda Georgiewa | BUL  | 11,68000 |
| 8     | Wendy Hoyte         | GBR  | 12,35000 |

Finale: 7. September
Wind: −0,5 m/s

### 200 m
| Platz | Athletin               | Land | Zeit (s)    |
| ----- | ---------------------- | ---- | ----------- |
| 1     | Bärbel Wöckel          | GDR  | 22,04 CR000 |
| 2     | Kathy Smallwood        | GBR  | 22,13 NU23R |
| 3     | Sabine Rieger          | GDR  | 22,51000000 |
| 4     | Gesine Walther         | GDR  | 22,60000000 |
| 5     | Beverley Callender     | GBR  | 22,91000000 |
| 6     | Anelija Nunewa         | BUL  | 22,93000000 |
| 7     | Liliane Gaschet        | FRA  | 22,97000000 |
| 8     | Marie-Christine Cazier | FRA  | 23,08000000 |

Finale: 9. September
Wind: +0,9 m/s

### 400 m
| Platz | Athletin              | Land | Zeit (s) |
| ----- | --------------------- | ---- | -------- |
| 1     | Marita Koch           | GDR  | 48,16 WR |
| 2     | Jarmila Kratochvílová | TCH  | 48,85000 |
| 3     | Taťána Kocembová      | TCH  | 50,55000 |
| 4     | Sabine Busch          | GDR  | 50,57000 |
| 5     | Irina Baskakowa       | URS  | 50,58000 |
| 6     | Dagmar Rübsam         | GDR  | 50,76000 |
| 7     | Gaby Bußmann          | FRG  | 50,93000 |
| 8     | Judit Forgács         | HUN  | 52,49000 |

Finale: 8. September

### 800 m
| Platz | Athletin            | Land | Zeit (min) |
| ----- | ------------------- | ---- | ---------- |
| 1     | Olga Minejewa       | URS  | 1:55,41 CR |
| 2     | Ljudmila Wesselkowa | URS  | 1:55,96000 |
| 3     | Margrit Klinger     | FRG  | 1:57,22 BR |
| 4     | Jolanta Januchta    | POL  | 1:57,92000 |
| 5     | Hildegard Ullrich   | GDR  | 1:58,19000 |
| 6     | Doina Melinte       | ROM  | 1:59,69000 |
| 7     | Nikolina Schterewa  | BUL  | 2:01,77000 |
| 8     | Wanda Stefanska     | POL  | 2:03,05000 |

Finale: 8. September

### 1500 m
| Platz | Athletin         | Land | Zeit (min) |
| ----- | ---------------- | ---- | ---------- |
| 1     | Olga Dwirna      | URS  | 3:57,80 CR |
| 2     | Samira Saizewa   | URS  | 3:58,82000 |
| 3     | Gabriella Dorio  | ITA  | 3:59,02000 |
| 4     | Maricica Puică   | ROM  | 3:59,31000 |
| 5     | Ulrike Bruns     | GDR  | 4:00,78000 |
| 6     | Tamara Sorokina  | URS  | 4:01,22000 |
| 7     | Wessela Jazinska | BUL  | 4:06,98000 |
| 8     | Elly van Hulst   | NED  | 4:07,76000 |

Finale: 11. September

### 3000 m
| Platz | Athletin            | Land | Zeit (min) |
| ----- | ------------------- | ---- | ---------- |
| 1     | Swetlana Ulmassowa  | URS  | 8:30,28 CR |
| 2     | Maricica Puică      | ROM  | 8:33,33000 |
| 3     | Jelena Sipatowa     | URS  | 8:34,06000 |
| 4     | Tetjana Posdnjakowa | URS  | 8:38,98000 |
| 5     | Birgit Friedmann    | FRG  | 8:43,65 BR |
| 6     | Margherita Gargano  | ITA  | 8:48,73000 |
| 7     | Brigitte Kraus      | FRG  | 8:51,60000 |
| 8     | Ingrid Kristiansen  | NOR  | 8:51,79000 |

Datum: 9. September

### Marathon
| Platz | Athletin           | Land | Zeit (h)   |
| ----- | ------------------ | ---- | ---------- |
| 1     | Rosa Mota          | POR  | 2:36:04 CR |
| 2     | Laura Fogli        | ITA  | 2:36:29000 |
| 3     | Ingrid Kristiansen | NOR  | 2:36:39000 |
| 4     | Alba Milana        | ITA  | 2:38:55000 |
| 5     | Carla Beurskens    | NED  | 2:39:23000 |
| 6     | Karolina Szabó     | HUN  | 2:40:51000 |
| 7     | Midde Hamrin       | SWE  | 2:42:14000 |
| 8     | Soja Iwanowa       | URS  | 2:42:43000 |

Datum: 12. September

### 100 m Hürden
| Platz | Athletin           | Land | Zeit (s)  |
| ----- | ------------------ | ---- | --------- |
| 1     | Lucyna Kałek       | POL  | 12,45 CRe |
| 2     | Jordanka Donkowa   | BUL  | 12,540000 |
| 3     | Kerstin Knabe      | GDR  | 12,540000 |
| 4     | Bettine Gärtz      | GDR  | 12,550000 |
| 5     | Maria Merciuc      | URS  | 12,850000 |
| 6     | Wera Komissowa     | URS  | 12,920000 |
| 7     | Tatjana Anissimowa | URS  | 13,060000 |
| 8     | Ginka Sagortschewa | BUL  | 13,140000 |

Finale: 9. September
Wind: +0,4 m/s

### 400 m Hürden
| Platz | Athletin            | Land | Zeit (s) |
| ----- | ------------------- | ---- | -------- |
| 1     | Ann-Louise Skoglund | SWE  | 54,58 CR |
| 2     | Petra Pfaff         | GDR  | 54,90000 |
| 3     | Chantal Réga        | FRA  | 54,94000 |
| 4     | Anna Kastezkaja     | URS  | 55,09000 |
| 5     | Jelena Filipischina | URS  | 55,09000 |
| 6     | Birgit Uibel        | GDR  | 55,70000 |
| 7     | Jekaterina Fessenko | URS  | 55,86000 |
| 8     | Genowefa Błaszak    | POL  | 56,89000 |

Finale: 10. September

### 4 × 100 m Staffel
| Platz | Land             | Athletinnen                                                                      | Zeit (s)                         |
| ----- | ---------------- | -------------------------------------------------------------------------------- | -------------------------------- |
| 1     | DDR              | Gesine Walther Bärbel Wöckel Sabine Rieger Marlies Göhr                          | 42,19 CR                         |
| 2     | Großbritannien   | Wendy Hoyte Kathy Smallwood Beverley Callender Shirley Thomas                    | 42,66000                         |
| 3     | Frankreich       | Laurence Bily Marie-Christine Cazier Rose-Aimée Bacoul Liliane Gaschet           | 42,68000                         |
| 4     | Bulgarien        | Anelija Nunewa Nadeschda Georgiewa Jordanka Donkowa Sofka Popowa                 | 43,10000                         |
| 5     | UdSSR            | Tatjana Anissimowa Irina Olchownikowa Jelena Keltschewskaja Ljudmila Kondratjewa | 43,39000                         |
| 6     | Italien          | Daniela Ferrian Carla Mercurio Marisa Masullo Erica Rossi                        | 43,99000                         |
| DNF   | Tschechoslowakei | Stepánka Sokolová Radoslava Soborova Taťána Kocembová Jarmila Kratochvílová      | Stabverlust beim zweiten Wechsel |

Finale: 11. September
Es waren nur sieben Staffeln am Start.

### 4 × 400 m Staffel
| Platz | Land             | Athletinnen                                                                | Zeit (min)  |
| ----- | ---------------- | -------------------------------------------------------------------------- | ----------- |
| 1     | DDR              | Kirsten Siemon Sabine Busch Dagmar Rübsam Marita Koch                      | 3:19,05 WR0 |
| 2     | Tschechoslowakei | Věra Tylová Milena Matějkovičová Taťána Kocembová Jarmila Kratochvílová    | 3:22,170000 |
| 3     | UdSSR            | Jelena Didilenko Irina Olchownikowa Olga Minejewa Irina Baskakowa          | 3:22,790000 |
| 4     | BR Deutschland   | Ute Finger Heike Schmidt Christiane Brinkmann Gaby Bußmann                 | 3:25,71 BRe |
| 5     | Großbritannien   | Kathy Smallwood Linsey Macdonald Gladys Taylor Joslyn Hoyte                | 3:25,820000 |
| 6     | Rumänien         | Ibolya Korodi Cristieana Cojocaru Elen Tarita Daniela Matei                | 3:29,260000 |
| 7     | Polen            | Elzbieta Kapusta Grazyna Oliszewska Jolanta Januchta Genowefa Błaszak      | 3:29,820000 |
| 8     | Schweden         | Charlotte Holmström Ann-Louise Skoglund Eva-Maria Eriksson Susanna Bergman | 3:35,830000 |

Finale: 11. September

### Hochsprung
| Platz | Athletin          | Land | Höhe (m) |
| ----- | ----------------- | ---- | -------- |
| 1     | Ulrike Meyfarth   | FRG  | 2,02 WR  |
| 2     | Tamara Bykowa     | URS  | 1,97000  |
| 3     | Sara Simeoni      | ITA  | 1,97000  |
| 4     | Gaby Meier        | SUI  | 1,94000  |
| 5     | Jutta Kirst       | GDR  | 1,94000  |
| 6     | Ljudmila Zhechewa | BUL  | 1,91000  |
| 6     | Andrea Bienias    | GDR  | 1,91000  |
| 8     | Katalin Sterk     | HUN  | 1,91000  |

Finale: 8. September

### Weitsprung
| Platz | Athletin         | Land | Weite (m) |
| ----- | ---------------- | ---- | --------- |
| 1     | Vali Ionescu     | ROM  | 6,79      |
| 2     | Anișoara Cușmir  | ROM  | 6,73      |
| 3     | Jelena Iwanowa   | URS  | 6,73      |
| 4     | Heike Daute      | GDR  | 6,71      |
| 5     | Anna Włodarczyk  | POL  | 6,69      |
| 6     | Sabine Everts    | FRG  | 6,65      |
| 7     | Christine Schima | GDR  | 6,64      |
| 8     | Karin Antretter  | FRG  | 6,55      |

Finale: 7. September

### Kugelstoßen
| Platz | Athletin                | Land | Weite (m) |
| ----- | ----------------------- | ---- | --------- |
| 1     | Ilona Slupianek         | GDR  | 21,59 CR  |
| 2     | Helena Fibingerová      | TCH  | 20,94000  |
| 3     | Nunu Abaschydse         | URS  | 20,82000  |
| 4     | Elena Stojanowa         | BUL  | 20,35000  |
| 5     | Werschinija Wesselinowa | BUL  | 20,23000  |
| 6     | Helma Knorscheidt       | GDR  | 20,21000  |
| 7     | Liana Schmuhl           | GDR  | 20,09000  |
| 8     | Mihaela Loghin          | ROM  | 18,91000  |

Finale: 6. September

### Diskuswurf
| Platz | Athletin             | Land | Weite (m) |
| ----- | -------------------- | ---- | --------- |
| 1     | Zwetanka Christowa   | BUL  | 68,34     |
| 2     | Marija Petkowa       | BUL  | 67,94     |
| 3     | Galina Sawinkowa     | URS  | 67,82     |
| 4     | Gisela Beyer         | GDR  | 66,78     |
| 5     | Silvia Madetzki      | GDR  | 66,64     |
| 6     | Galina Murašova      | URS  | 65,30     |
| 7     | Florența Crăciunescu | ROM  | 64,00     |
| 8     | Irina Meszynski      | GDR  | 63,78     |

Finale: 8. September

### Speerwurf
| Platz | Athletin         | Land | Weite (m) |
| ----- | ---------------- | ---- | --------- |
| 1     | Anna Verouli     | GRE  | 70,02 CR  |
| 2     | Antje Kempe      | GDR  | 67,94000  |
| 3     | Sofia Sakorafa   | GRE  | 67,04000  |
| 4     | Tiina Lillak     | FIN  | 66,26000  |
| 5     | Ute Richter      | GDR  | 65,88000  |
| 6     | Eva Helmschmidt  | FRG  | 65,82000  |
| 7     | Petra Felke      | GDR  | 65,56000  |
| 8     | Fatima Whitbread | GBR  | 65,10000  |

Finale: 9. September

### Siebenkampf
| Platz | Athletin            | Land | Punkte offiz. Wert. | Punkte 85er Wert. |
| 1     | Ramona Neubert      | GDR  | 6622 CR             | 6664              |
| 2     | Sabine Möbius       | GDR  | 6594000             | 6629              |
| 3     | Sabine Everts       | FRG  | 6418000             | 6445              |
| 4     | Anke Vater          | GDR  | 6390000             | 6371              |
| 5     | Natalja Schubenkowa | URS  | 6361000             | 6323              |
| 6     | Walentina Dimitrowa | BUL  | 6324000             | 6313              |
| 7     | Judy Livermore      | GBR  | 6287000             | 6259              |
| 8     | Ljudmila Koljadina  | URS  | 6101000             | 6057              |

9./10. September
Dieser Wettbewerb löste den bisherigen Fünfkampf als Mehrkampf ab. Gewertet wurde nach der von 1980 bis 1984 gültigen Punktetabelle.
Zur Orientierung und Einordnung der Leistungen sind zum Vergleich die nach heutigem Wertungssystem von 1985 erreichten Punktzahlen mitaufgeführt. Danach hätte es bei diesen Europameisterschaften eine Verschiebung gegeben: die Ränge elf und zwölf hätten getauscht werden müssen.
Diese Vergleiche sind nur allerdings Anhaltswerte, denn als Grundlage müssen die jeweils unterschiedlichen Maßstäbe der Zeit gelten. Bei den nachfolgenden Europameisterschaften kam dann die heute gültige Wertung zur Anwendung.

## Video
- EUROPEI ATENE 1982 CERIMONIA DI APERTURA, Eröffnungszeremonie, www.youtube.com, abgerufen am 11. Dezember 2022